# Бондар Антон Пилипович
Антон Пилипович Бондар (7 липня 1913 — 1 лютого 1997) — герой Радянського Союзу.

## Біографія
Народився в селі Кошеві Тетіївського району Київської області. Тут навчався в початковій школі, працював у колгоспі.
1936 року був призваний на військову службу. Після армії працював на заводі.
З липня 1941 року брав участь у боях на Південно-Західному, Брянському, 1-му Українському фронтах. Пройшов чимало фронтових доріг. Був командиром гармати.

Бойовий подвиг здійснив у серпні 1944 року. На плацдарм за Віслою переправилась гармата Бондаря. Ворожі літаки один за одним пікірували позиції, скидаючи смертоносний вантаж. Після авіації в бій пішли танки. Дедалі ближче підпускав ворожі машини А. Бондар. А потім чіткий розрахунок і влучні снаряди гармати Бондаря знищили 4 ворожі танки, ще дві машини були підірвані при допомозі протитанкових гармат. Після цього бою на рахунку старшого сержанта А. П. Бондаря було 8 знищених ворожих танків.
«Указом Президії Верховної Ради СРСР від 23 вересня 1944 року за успішне форсування зі своєю гарматою в числі перших річки Вісли, за захоплення та утримання плацдарму на її західному березі командиру гармати 4-го гвардійського стрілецького полку 6-ї стрілецької дивізії гвардії старшому сержанту Бондарю Антону Пилиповичу присвоєно звання Героя Радянського Союзу. Нагороджений орденом Леніна, орденом Червоної Зірки, медалями».
В кінці 1944 р. направлений на навчання у Чкаловське зенітне артилерійське училище, яке закінчив у 1946 р.
Після демобілізації за станом здоров'я Антон Пилипович працював головою колгоспу, був завфермою. Не поривав із трудовим колективом і по виходу на пенсію майже до 1980 року (переїхав до дочки). Був постійним гостем серед молоді, розповідав про важкі воєнні часи, виховуючи в них волю, мужність, патріотизм.
Похований в селі Клюки.

## Джерело
- Оренбургское Краснознамённое, под редакцией Б. В. Шляпкина. — М.: Воениздат, 1988, 230 с.
- Славні земляки [Архівовано 4 березня 2016 у Wayback Machine.]

| Емблема Збройних сил України | Це незавершена стаття про військового чи військову Збройних сил України. Ви можете допомогти проєкту, виправивши або дописавши її. |